# Pindaíbas
Pindaíbas é um distrito no município brasileiro de Patos de Minas, do estado de Minas Gerais. Foi elevado a distrito no ano de 1976. Possui uma área territorial de aproximadamente 141,47 Km² e conta com uma população acima 1500 habitantes.

## História
O distrito de Pindaíbas é o com a maior altitude no município de Patos de Minas: seus 141,47 km² estão a uma altitude média de 900 metros do nível do mar. A região limita-se ao norte com o distrito-sede de Patos de Minas, a sul e a oeste com o município de Lagoa Formosa e a leste com o distrito de Chumbo.
Há duas versões sobre o povoamento da região. Na primeira, a povoação surgiu em 1946, com a fundação de um pequeno comércio a qual se somou uma escola, criada por lei municipal em 1948. A outra explicação teria sito a decisão de fazendeiros da região, em 1953, de erguerem uma capela dedicada a Nossa Senhora Aparecida. No mesmo ano um projeto de lei e de resolução tramitou na Câmara Municipal de Patos de Minas. Apesar de aprovada a medida não entrou em vigor pois àquela altura a criação de distritos cabia ao governo estadual. Em 1976, após mudanças na legislação, a divisão do distrito de Pilar para a criação de Pindaíbas foi aprovada e o novo distrito instalado no ano seguinte.
O nome "Pindaíbas" é originado de Pindaíba, uma árvore anonácea de lugares úmidos, abundante nesta região. "Pindá" significa anzol e "yba", planta, árvore, assim para os indígenas, pindaíba significa vara de pescar.

## Hidrografia
Em sua hidrografia, pertencente a Bacia do São Francisco, destacam-se o Córrego das Posses e o Ribeirão das Pindaíbas. Já em seu relevo, bastante ondulado e com terras com alto teor de tufito destacam-se a Serra Grande, o Espigão Mestre, o Morro da Chácara, a Serra dos Cabritos, e a Serra do Leal.

## Economia
O setor comercial e o agropecuário respondem pela maior parte da renda do distrito.

## Saúde
O distrito conta com atendimento médico regular e possui um posto de saúde que atende toda a população local.

## Educação
O ensino fundamental funciona na Escola Municipal José Paulo de Amorim. Já o ensino médio é executado pela Escola Estadual Professor Manoel Lopes Nogueira.

## Telefonia
- Algar Telecom
- Vivo

## Eletricidade
- Cemig

## Água
- Copasa

## Vizinhos
- Chumbo (distância - 15 km)
- Monjolinho de Minas (distância - 20 km)
- Lagoa Formosa (distância - 30 km)
- Patos de Minas (distância - 35 km)
- Major Porto (distância - 40 km)
- Limeira de Minas (distância - 40 km)
- Bom Sucesso de Patos (distância - 60 km)
- Quintinos (distância - 60 km)